# Fleabag
Fleabag è una serie televisiva britannica ambientata a Londra e prodotta dalla Two Brothers Pictures per il canale digitale BBC Three con un accordo di co-produzione con Amazon Studios. La serie è stata trasmessa dal luglio 2016 all'aprile 2019 per un totale di due stagioni da sei episodi ciascuna ed è stata collocata alla 61ª posizione sulla lista redatta dal Telegraph degli «80 migliori spettacoli della BBC di tutti i tempi».
Phoebe Waller-Bridge, già autrice del testo teatrale composto per uno spettacolo messo in scena a Edimburgo nel 2013 da cui la serie trae ispirazione, scrive e interpreta il personaggio principale, Fleabag, una giovane donna che tenta di navigare nella vita moderna a Londra. L'idea iniziale del personaggio di Fleabag è nata da una sfida con un amico, in cui Waller-Bridge era stata costretta a creare uno sketch per un evento di stand-up di 10 minuti.

## Trama
Fleabag è una giovane donna londinese che ha una vita problematica, dovuta ad una famiglia disfunzionale, alle difficoltà economiche legate alla gestione di una caffetteria, che aveva aperto con la sua defunta migliore amica, e alla sua instabile quanto frenetica vita sessuale e sentimentale.

## Episodi
| Stagione         | Episodi | Pubblicazione UK | Pubblicazione Italia |
| ---------------- | ------- | ---------------- | -------------------- |
| Prima stagione   | 6       | 2016             | 2017                 |
| Seconda stagione | 6       | 2019             | 2019                 |

## Personaggi e interpreti
- Fleabag (stagioni 1-2), interpretata da Phoebe Waller-Bridge, doppiata da Angela Brusa.
È la protagonista trentatreenne londinese della serie.
- Claire (stagioni 1-2), interpretata da Sian Clifford, doppiata da Selvaggia Quattrini.
È la sorella di Fleabag, da lei vista come "super-energetica, anoressica e ricca". Ha infatti successo sul lavoro, una relazione stabile e secondo Fleabag meno difetti fisici.
- Papà (stagioni 1-2), interpretato da Bill Paterson, doppiato da Gino La Monica.
È il padre della protagonista.
- Matrigna (stagioni 1-2), interpretata da Olivia Colman, doppiata da Daniela Abruzzese.
È la madrina della protagonista, nonché matrigna. Ha sposato "papà" dopo la morte della madre di Fleabag, con la quale ha un gelido rapporto di eterno contrasto.
- Martin (stagioni 1-2), interpretato da Brett Gelman, doppiato da Alberto Bognanni.
È il compagno di Claire, con problemi di alcolismo, che lo portano spesso ad atteggiamenti inappropriati con altre donne.
- Harry (stagioni 1-2), interpretato da Hugh Skinner, doppiato da Stefano Sperduti.
È il ragazzo di lunga data di Fleabag, con la quale si è lasciato e rimesso insieme svariate volte.
- Manager bancario (stagioni 1-2), interpretato da Hugh Dennis, doppiato da Stefano Thermes.
È il manager di una banca alla quale la protagonista si rivolge in cerca di un prestito. Il loro primo incontro sarà spiacevole a causa di un malinteso, ma avranno modo di reincontrarsi.
- Ragazzo attraente (stagioni 1-2), interpretato da Ben Aldridge, doppiato da Luca Mannocci.
È un ragazzo di bell'aspetto che avvia una relazione sessuale con la protagonista.
- Ragazzo del bus (stagione 1), interpretato da Jamie Demetriou, doppiato da Gabriele Sabatini.
È un ragazzo con i denti sporgenti incontrato casualmente da Fleabag, con la quale ha una breve relazione.
- Boo (stagioni 1-2), interpretata da Jenny Rainsford, doppiata da Gaia Bolognesi.
Era la migliore amica di Fleabag, con la quale gestiva il bar che avevano aperto insieme. È morta durante quello che doveva essere un finto tentativo di suicidio per far indispettire il ragazzo che l'aveva tradita.
- Prete (stagione 2), interpretato da Andrew Scott, doppiato da Gianfranco Miranda.
È un prete, del quale Fleabag si innamora venendone ricambiata.
- Psicologa (stagione 2), interpretata da Fiona Shaw, doppiata da Melina Martello.
È una psicologa alla quale Fleabag si rivolge.
- Belinda (stagione 2), interpretata da Kristin Scott Thomas, doppiata da Emanuela Rossi.
È una brillante donna d'affari di mezza età.
- Avvocato misogino (stagione 2), interpretato da Ray Fearon, doppiato da Massimo Bitossi.
È un avvocato che assiste Fleabag, con la quale ha una breve relazione.
- Jake (stagione 2), interpretato da Angus Imrie, doppiato da Tito Marteddu
È un teenager, figlio di Martin e figliastro di Claire.
- Klare (stagione 2), interpretato da Christian Hillborg, doppiato da Daniele Raffaeli.
È un collega finlandese di Claire, con la quale ha una relazione.
- Pam (stagione 2), interpretata da Jo Martin
È la perpetua del Prete.

## Produzione
Fleabag è un adattamento dell'omonima commedia teatrale scritta e interpretata dalla stessa Phoebe Waller-Bridge, prima produzione della sua compagnia DryWrite messa in scena nel 2013 a Edimburgo, descritta come «un monologo travolgente di una giovane donna che cerca di dare un senso alla sua sessualità, alle sue relazioni e a se stessa». Monologo giudicato "zozzo" e "scioccante", caratterizzato da un'elevata forza verbale apprezzata dalla critica e che le è valso un Edinburgh Fringe First Award, oltre a un premio come "drammaturgo più promettente" ai Critics' Circle Theatre Award e agli Off West End Awards.
Nella serie la protagonista si rivolge spesso agli spettatori infrangendo la quarta parete; non rivela mai il suo vero nome, né quello di alcuni degli altri personaggi della serie, semplicemente chiamati con un soprannome. Il suo, "fleabag" (traducibile come "sacco di pulci"), è anche quello con cui era chiamata affettuosamente la stessa Waller-Bridge; tuttavia l'attrice e autrice ha dichiarato che la serie è solo parzialmente biografica.
Le riprese della prima stagione sono state effettuate da aprile 2016 sotto la regia di Harry Bradbeer.
Il 17 marzo 2017, durante i Broadcasting Press Guild Awards, Waller-Bridge ha confermato il rinnovo della serie per una seconda stagione. Le riprese si sono svolte tra giugno e novembre 2018.

## Distribuzione
La prima stagione è stata trasmessa settimanalmente dal 21 luglio 2016 su BBC Three. Negli Stati Uniti è distribuita da Prime Video dal seguente 16 settembre, in Italia dal 10 febbraio 2017.
La seconda stagione è stata trasmessa per la prima volta su BBC One da marzo ad aprile 2019, poi successivamente pubblicata su Prime Video dal 17 maggio 2019. Entrambe le stagioni, composte da 6 episodi ciascuna, sono in Italia interamente disponibili su Prime Video.

## Accoglienza
La serie è stata acclamata dalla critica. Sull'aggregatore di recensioni Rotten Tomatoes la prima stagione ha un indice di gradimento del 100% con un voto medio di 8.50 su 10, basato su 40 recensioni. Il commento del sito recita: «Intelligente e ferocemente divertente, Fleabag è una commedia commovente e selvaggiamente inventiva su una giovane donna complicata che naviga all'indomani del trauma». Su Metacritic, invece ha un punteggio di 92 su 100, basato su 40 recensioni.
La serie ha ottenuto numerosi riconoscimenti, tra cui quattro Emmy Awards come miglior serie commedia, miglior attrice protagonista in una serie commedia, miglior regia per una serie commedia e miglior sceneggiatura per una serie commedia, e due Golden Globe come miglior serie commedia o musical e miglior attrice protagonista in una serie commedia o musical.